# Na Wa (huyện)
Na Wa (tiếng Thái: นาหว้า) là một huyện (amphoe) ở tỉnh Nakhon Phanom ở vùng đông bắc của Thái Lan.

## Địa lý
Các huyện giáp ranh (từ đông bắc theo chiều kim đồng hồ): Si Songkhram, Phon Sawan, and in tỉnh Sakon Nakhoni the districts Kusuman, Mueang Sakon Nakhon, Phanna Nikhom và Akat Amnuai.

## Lịch sử
Tiểu huyện đã được thành lập ngày 16 tháng 8 năm 16 1971 thông qua việc tách 3 tambon Na Wa, Na Ngua và Ban Siao khỏi huyện Si Songkhram. Ngày 22 tháng 3 năm 1979, tiểu huyện đã được nâng thành huyện. Ngoài ra có 3 phó huyện khác được lập: Nakhun Yai năm 1978, Lao Phatthana năm 1979, và Tha Ruea năm 1987.
Thị trấn Na Wa được lập năm 1963 ban đầu là (sukhaphiban). Và được nâng thành thị trấn (thesaban tambon) vào ngày 1 tháng 5 năm 1999.

## Hành chính
Huyện Na Wa được chia ra thành 6 phó huyện (tambon), các đơn vị này lại được chia thành 68 làng (muban). Na Wa là đô thị phó huyện (thesaban tambon) nằm trên một phần của tambon Na Wa. 
| STT. | Tên           | Tên Thái | Số làng | Dân số |  |
| 1.   | Na Wa         | นาหว้า    | 15      | 13391  |  |
| 2.   | Na Ngua       | นางัว     | 13      | 5123   |  |
| 3.   | Ban Siao      | บ้านเสียว  | 10      | 6377   |  |
| 4.   | [[Na Khun Yai | นาคูณใหญ่  | 7       | 4565   |  |
| 5.   | Lao Phatthana | เหล่าพัฒนา | 15      | 9639   |  |
| 6.   | Tha Ruea      | ท่าเรือ    | 8       | 5566   |  |